# Gaspare del Bufalo
Gaspare del Bufalo, född 6 januari 1786 i Rom, död 28 december 1837 i Rom, var en italiensk romersk-katolsk präst och grundare av Det allraheligaste blodets missionärer. Han vördas som helgon i Romersk-katolska kyrkan, med minnesdag den 28 december.

## Bilder
| - Helige Gaspare del Bufalos grav i kyrkan Santa Maria in Trivio i Rom. |